# Universitatea Notre Dame

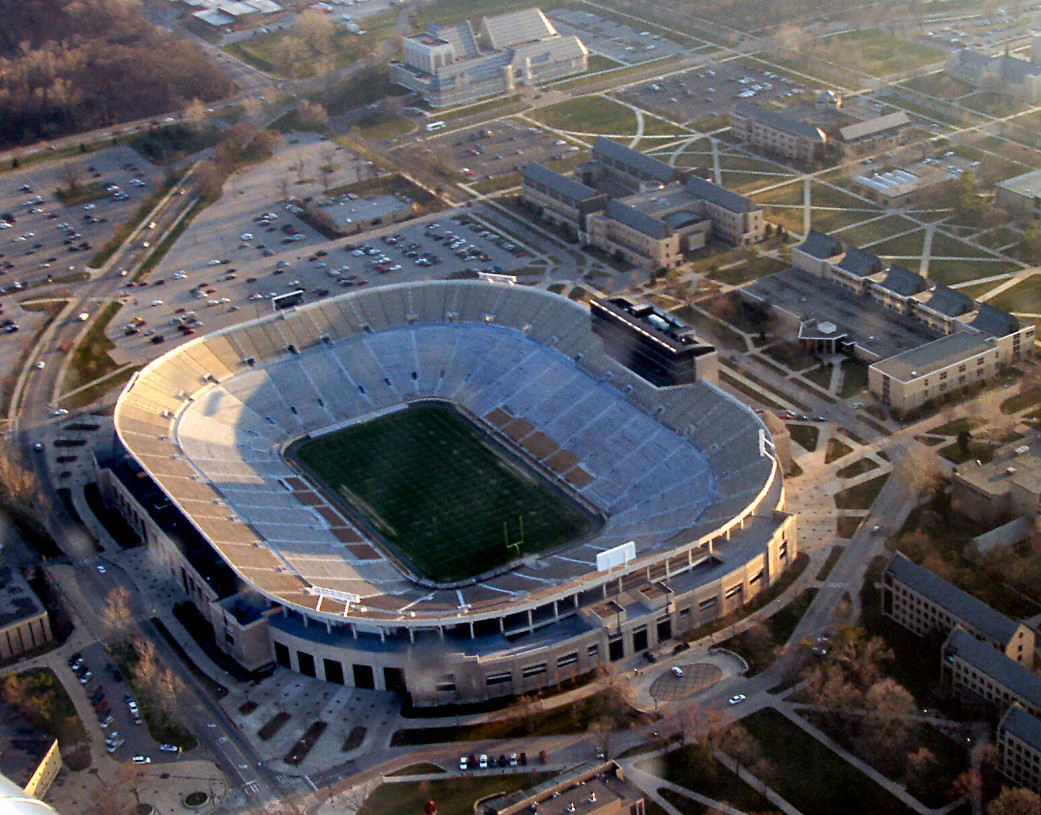
Notre Dame Stadium

Universitatea Notre Dame este o universitate catolică din statul Indiana, SUA, înființată în anul 1842 de preotul Edward Sorin.

## Absolvenți celebri
- Charles W. Misner (1932-2023), fizician
- Eric Wieschaus (n. 1947), laureat al Premiului Nobel pentru Medicină
- Condoleezza Rice (n. 1954), politiciană
- Kelley Hurley (n. 1990), campioană olimpică